# Sistema hidràulic històric de Shushtar
El Sistema hidràulic històric de Shushtar, (en persa: سازههای آبی شوشتر) és una ciutat illa de l'època sassànida amb un complex sistema d'irrigació. Situat a la província iraniana de Khuzestan. Està inscrita a la llista del Patrimoni de la Humanitat de la UNESCO des del 2009.